# 埃拉爾二世 (布列訥)
埃拉爾二世（法語：Érard II de Brienne，約1130年—1191年2月8日），布列訥伯爵，曾參與第三次十字軍東征，於阿卡圍城戰中陣亡。

## 家庭
埃拉爾二世的妻子是蒙福孔的阿格尼絲（Agnès de Montfaucon），兩人共有三個兒子：
1. 高蒂爾（英语：Walter III, Count of Brienne）（—1205年）
2. 威廉（—1199年）
3. 約翰（—1237年）